# Енклава (филм)
Енклава је српски филм из 2015. године у режији и по сценарију Горана Радовановића.
Филм је своју премијеру имао у Србији 3. марта 2015. године на ФЕСТ-у. Филм је отворио 39. Фестивал филмског сценарија у Врњачкој Бањи, 14. августа 2015. године.

## Радња
Филм обрађује тему положаја Срба који су остали да живе на Косову и Метохији након рата на Косову и Метохији 1999. године у малим изолованим заједницама — енклавама.
Шта се дешава када неко премине у енклави, а гробље се налази изван ње, на непријатељској територији? У овој причи, уз много перипетија, један осамдесетогодишњи старац ће ипак бити сахрањен, и то захваљујући свом унуку, десетогодишњем дечаку који се усудио да учини нешто немогуће за обе заједнице, српску и албанску - да заволи и стекне пријатеља на супротној страни.

## Улоге
| Глумац             | Улога                                           |
| ------------------ | ----------------------------------------------- |
| Филип Шубарић      | Ненад Арсић                                     |
| Денис Мурић        | Башким                                          |
| Небојша Глоговац   | Војислав Арсић                                  |
| Аница Добра        | Милица Арсић                                    |
| Растко Јанковић    | Италијански војник 1                            |
| Миодраг Кривокапић | Отац Дража                                      |
| Горан Радаковић    | Цекић                                           |
| Мето Јовановски    | Милутин Арсић                                   |
| Ћун Лајћи          | Башкимов деда                                   |
| Милић Јовановић    | Имам                                            |
| Ненад Јездић       | Возач аутобуса                                  |
| Милена Јакшић      | Учитељица                                       |
| Христина Поповић   | Учитељица у Београду                            |
| Горјана Јањић      | Путник у аутобусу 1 (као Горјана Јањић Шуљагић) |

## Награде
Филм је 2015. године добио награду за најбољи сценарио на Фестивалу филмског сценарија у Врњачкој Бањи.
Филм „Енклава” је постигао успех и на међународној сцени: на 20. Међународном фестивалу дечјег и омладинског филма у Кемницу (Немачка) је освојио три најзначајније награде."Енклава" је апсолутни победник овог фестивала, одржаног од 5. до 12. октобра 2015. године. Филм је освојио Гран при Кеминца, што директно осигурава биоскопску дистрибуцију у Немачкој.
„Енклава” је такође добила Награду жирија Међународног удружења филмских критичара Фипресци, као и признање Најбољи европски филм по оцени жирија европског удружења дечјег филма ECFA.
„Енклава” је освојила награду - Гран при у категорији играног филма на 20. Међународним сусретима филма, телевизије, видеа и мултимедије „Аванца” у Португалу.
„Енклава” је добила главну награду на Међународном филмском фестивалу Налчик на Кавказу у Русији.
Филм је добио је око 30 међународних награда - у Москви, Мексику, Немачкој, Грчкој, Турској, Индији, Италији, Аустралији, Француској...